# Damenbundesliga 2021 (Football)
Die Damenbundesliga (DBL) 2021 wäre die 30. Saison in der höchsten Spielklasse des American Football in Deutschland für Frauen gewesen. Da ein Großteil der eigentlichen berechtigten Mannschaften aufgrund der Corona-Pandemie nicht spielfähig war, wurde die Saison vor Beginn abgesagt.